# Вьен-1
Вьен-1 (фр. Vienne-1) — кантон во Франции, департамент Изер, регион Рона — Альпы. INSEE код кантона — 3827. Кантон полностью расположен в округе Вьен.

## Географическое положение
Кантон расположен на севере департамента Изер. Вьен-1 граничит с кантонами Вьен-2 (3828), Бьевр (3801) и Ла-Верпийер (3826).

## История кантона
По закону от 17 мая 2013 и декрету от 14 февраля 2014 года количество кантонов в департаменте Изер уменьшилось с 58 до 29. Новое территориальное деление департаментов на кантоны вступило в силу во время выборов 2015 года. Таким образом, кантон Вьен-1 был создан 22 марта 2015 года объединением кантонов Вьен-Нор (8 коммун), Вьен-Сюд (1 коммуна).

## Население
Согласно переписи 2012 года (считается население коммун, которые в 2015 году были включены в кантон) население Вьен-1 составляло 39 712 человека. Из них вне Вьен проживало 23 706 человек. Из них 28,1 % были младше 20 лет, 14,4 % — старше 65. 22,5 % имеет высшее образование. Безработица — 9,9 %. Активное население (старше 15 лет) — 11 320.

## Экономика
Распределение населения по сферам занятости в городе Вьен: 0,3 % — сельскохозяйственные работники, 5,2 % — ремесленники, торговцы, руководители предприятий, 16,1 % — работники интеллектуальной сферы, 28,8 % — работники социальной сферы, 26,8 % — государственные служащие и 22,8 % — рабочие.
Распределение населения по сферам занятости вне города Вьен: 1,1 % — сельскохозяйственные работники, 7,6 % — ремесленники, торговцы, руководители предприятий, 16,2 % — работники интеллектуальной сферы, 27,4 % — работники социальной сферы, 25,0 % — государственные служащие и 22,7 % — рабочие.

## Коммуны кантона
В кантон входят 9 коммун и часть города Вьен.
| Коммуна         | Название по-французски | Население, чел. (2012) | Площадь | Код INSEE |
| --------------- | ---------------------- | ---------------------- | ------- | --------- |
| Шас-сюр-Рон     | Chasse-sur-Rhфne       | 5500                   | 7,91    | 38087     |
| Шузель          | Chuzelles              | 2025                   | 13,03   | 38110     |
| Люзине          | Luzinay                | 2157                   | 18,96   | 38215     |
| Муадьё-Детурб   | Moidieu-Dйtourbe       | 1815                   | 18,04   | 38238     |
| Понт-Эвек       | Pont-Йvкque            | 5106                   | 8,76    | 38318     |
| Септем          | Septиme                | 1844                   | 21,55   | 38480     |
| Серпез          | Serpaize               | 1564                   | 11,71   | 38484     |
| Сессюэль        | Seyssuel               | 2013                   | 9,75    | 38487     |
| Вьен            | Vienne                 | 29077                  | 22,65   | 38544     |
| Виллет-де-Вьенн | Villette-de-Vienne     | 1682                   | 11,03   | 38558     |

## Политика
Согласно закону от 17 мая 2013 года избиратели каждого кантона в ходе выборов выбирают двух членов генерального совета департамента разного пола. Они избираются на 6 лет большинством голосов по результату одного или двух туров выборов.
В первом туре кантональных выборов 22 марта 2015 года во Вьен-1 баллотировались 5 пар кандидатов (явка составила 45,30 %). Во втором туре 29 марта, Эрван Бине и Кармела Ло Курто-Сино были избраны с поддержкой 54,83 % на 2015—2021 годы. Явка на выборы составила 47,50 %.
| Мандат | Мандат | Кандидаты                          |                | Партия             | Первый тур | Первый тур     | Второй тур | Второй тур |
| Мандат | Мандат | Кандидаты                          | Кол-во голосов | Партия             | % голосов  | Кол-во голосов | % голосов  |            |
| ------ | ------ | ---------------------------------- | -------------- | ------------------ | ---------- | -------------- | ---------- | ---------- |
| 2015   | 2021   | Шанталь Муссиер и Адриэн Рубаготти |                | Национальный фронт | 3597       | 31,12          | 5744       | 42,15      |
| 2015   | 2021   | Эрван Бине и Кармела Ло Курто-Сино |                | Союз левых         | 3186       | 27,57          | 5253       | 54,83      |
| 2015   | 2021   | Мартин Файета и Левон Сакунт       |                | Союз правых        | 3166       | 27,39          | -          | -          |
| 2015   | 2021   | Жан-Мари Ламарш и Даниэль Сож Гаду |                | беспартийные левые | 1021       | 8,83           | -          | -          |
| 2015   | 2021   | Кароль Шеналь и Жеральд Прудом     |                | Подъём Франции     | 587        | 5,08           | -          | -          |